# Зеленів (Вижницький район)
Зеле́нів — село у Брусницькій сільській громаді Вижницького району Чернівецької області України.

## Географія
Буковинське село Зеленів розташоване на правому березі річки Прут. Через село Зеленів проходить автошлях Т 2601 Чернівці — Вашківці — Вижниця.

## Історія
Про боротьбу підпілля ОУН і повстанців УПА зазначено у книзі Івана Каленчука “Хроніка Зеленівських трагедій“.
З 24 серпня 1991 року село входить до складу незалежної України.
2020 року шляхом об'єднання сільської ради, село увійшло до складу Брусницької сільської громади.